# Mycetophyllia reesi
Mycetophyllia reesi är en korallart som beskrevs av Wells 1973. Mycetophyllia reesi ingår i släktet Mycetophyllia och familjen Mussidae. IUCN kategoriserar arten globalt som otillräckligt studerad. Inga underarter finns listade i Catalogue of Life.